# پیتر بوتکه
پیتر بوتکه (انگلیسی: Peter Boettke؛ زادهٔ ۳ ژانویهٔ ۱۹۶۰) اقتصاددان از مکتب اتریش اهل ایالات متحده آمریکا است. وی در حال حاضر استاد اقتصاد و فلسفه در دانشگاه جرج میسون است.